# Гуадалупе-и-Кальво
Гуадалупе-и-Кальво (исп. Guadalupe y Calvo) — город в Мексике, штат Чиуауа, входит в состав одноимённого муниципалитета и является его административным центром. Численность населения, по данным переписи 2010 года, составила 5816 человек.

## Общие сведения
Поселение было основано 3 августа 1708 года миссионером-иезуитом Томасом Гуадалахарой. В 1745 году в регионе были открыты шахты, добывающие полезные ископаемые, что привело к росту населения.
Название Guadalupe y Calvo дано в честь Девы Марии Гваделупской и губернатора штата Хосе Хоакина Кальво.